# Copa Paraguay 2025
La Copa Paraguay 2025 è la settima edizione della coppa nazionale paraguayana di calcio, iniziata il 27 maggio 2025 e con termine nel dicembre 2025.
La squadra campione in carica è il Libertad, che ha vinto la sua terza coppa nazionale nell'edizione 2024.

## Calendario
Il programma del torneo è il seguente.
| Turno            | Incontri                   |
| ---------------- | -------------------------- |
| Primo turno      | 27 maggio - 26 giugno 2025 |
| Secondo turno    | 2025                       |
| Terzo turno      | 2025                       |
| Ottavi di finale | 2025                       |
| Quarti di finale | 2025                       |
| Semifinali       | 2025                       |
| Finale           | 2025                       |

## Squadre partecipanti
Alla competizione prendono parte un totale di 75 squadre, divise come segue:
- 12 squadre dalla División Profesional
- 16 squadre dalla División Intermedia
- 18 squadre dalla Primera B
- 12 squadre dalla Primera C
- 17 squadre dai campionati dipartimentali (rappresentati dall'Unión de Fútbol del Interior)

### División Profesional
- 2 de Mayo
- Cerro Porteño
- Deportivo Recoleta
- General Caballero (JLM)
- Guaraní
- Libertad
- Nacional
- Olimpia
- Sportivo Ameliano
- Sp. Luqueño
- Sportivo Trinidense
- Tembetary

### División Intermedia
- 12 de Junio
- Dep. Capiatá
- Dep. Santaní
- Encarnación
- Fernando de la Mora
- Guaireña
- Guaraní (F)
- Independiente (CG)
- Pastoreo
- Resistencia
- River Plate
- Rubio Ñu
- Sp. San Lorenzo
- Sol de América
- Sp. Carapeguá
- Tacuary

### Primera B
- 3 de Febrero
- 3 de Noviembre
- 12 de Octubre
- 24 de Setiembre
- 29 de Setiembre
- Atlántida
- Atl. Colegiales
- Benjamín Aceval
- Cristóbal Colón (JAS)
- Fulgencio Yegros
- General Díaz
- Martín Ledesma
- Olimpia de Itá
- Presidente Hayes
- Silvio Pettirossi
- Sport Colombia
- Sportivo Iteño
- Sportivo Limpeño

### Primera C
- 1° de Marzo
- 12 de Octubre SD
- Atletico Juventud
- Capitán Figari
- Cristóbal Colón
- Deportivo Pinoza
- General Caballero (CG)
- General Caballero (ZC)
- Humaitá
- Oriental
- Pilcomayo
- Sport Colonial

### UFI
- Nacional (Yby Yaú)
- 29 de Junio
- 1 de Enero
- Torres Cué
- 10 de Mayo
- 14 de Mayo
- Sportivo San Pedro
- Libertad Misiones
- 15 de Mayo Ypoà
- Deportivo Minga Guazù
- Independiente (JAS)
- Sportivo Oliveño
- Deportivo 1 de Marzo
- General Artigas
- Deportivo Uniòn
- Fortín Nanawa
- Olimpic

## Partite

### Primo turno
Al primo turno prendono parte 47 squadre, provenienti da Primera B, Primera C e UFI. Queste sono divise in un turno ad eliminazione diretta con 22 gare, che comprende quindi 44 squadre, e un girone triangolare comprendente tre squadre provenienti dall'UFI. Il sorteggio si è tenuto il 28 aprile 2025.
| Squadra 1              | Risultato       | Squadra 2              |
| ---------------------- | --------------- | ---------------------- |
| 27 maggio 2025         |                 |                        |
| Presidente Hayes       | 1 - 3           | 12 de Octubre          |
| 28 maggio 2025         |                 |                        |
| Capitán Figari         | 0 - 4           | Sport Colonial         |
| Sportivo Oliveño       | 2 - 2 (2-1 dtr) | Libertad Misiones      |
| Sportivo San Pedro     | 2 - 1           | 14 de Mayo             |
| 29 maggio 2025         |                 |                        |
| Cristóbal Colón (JAS)  | 4 - 1           | 29 de Setiembre        |
| 24 de Setiembre        | 2 - 2 (4-2 dtr) | Fulgencio Yegros       |
| Sport Colombia         | 0 - 2           | Atlántida              |
| 3 giugno 2025          |                 |                        |
| Atl. Colegiales        | 0 - 1           | General Díaz           |
| 15 de Mayo Ypoà        | 1 - 3           | Torres Cué             |
| 4 giugno 2025          |                 |                        |
| Humaitá                | 7 - 1           | Cristóbal Colón        |
| Benjamín Aceval        | 1 - 0           | 3 de Noviembre         |
| 11 giugno 2025         |                 |                        |
| Deportivo Pinoza       | 0 - 1           | General Díaz           |
| General Caballero (CG) | 1 - 1 (5-4 dtr) | 12 de Octubre SD       |
| 12 giugno 2025         |                 |                        |
| Deportivo 1 de Marzo   | 0 - 4           | Nacional (Yby Yaú)     |
| General Artigas        | 0 - 0 (3-2 dtr) | 29 de Junio            |
| 17 giugno 2025         |                 |                        |
| 3 de Febrero           | 1 - 3           | Sportivo Limpeño       |
| Pilcomayo              | 2 - 2 (5-3 dtr) | General Caballero (ZC) |
| 18 giugno 2025         |                 |                        |
| 10 de Mayo             | 0 - 3           | Deportivo Minga Guazù  |
| 1° de Marzo            | 2 - 2 (4-3 dtr) | Oriental               |
| 25 giugno 2025         |                 |                        |
| Independiente (JAS)    | 0 - 1           | 1 de Enero             |
| 26 giugno 2025         |                 |                        |
| Silvio Pettirossi      | 3 - 1           | Sportivo Iteño         |
| Olimpia de Itá         | 1 - 2           | Martín Ledesma         |

### Secondo turno
| Squadra 1              | Risultato       | Squadra 2           |
| ---------------------- | --------------- | ------------------- |
| 8 luglio 2025          |                 |                     |
| Nacional (Yby Yaú)     | 0 - 2           | Fernando de la Mora |
| General Artigas        | 1 - 2           | Benjamín Aceval     |
| Humaitá                | 1 - 0           | Independiente (CG)  |
| 9 luglio 2025          |                 |                     |
| 24 de Setiembre        | 4 - 0           | 1° de Marzo         |
| Sport Colonial         | 0 - 6           | Guaraní (F)         |
| 10 luglio 2025         |                 |                     |
| Atletico Juventud      | 1 - 2           | Pastoreo            |
| Deportivo Minga Guazù  | 2 - 2 (4-2 dtr) | Rubio Ñu            |
| Deportivo Uniòn        | 1 - 5           | Sp. San Lorenzo     |
| 15 luglio 2025         |                 |                     |
| Pilcomayo              | 0 - 3           | 1 de Enero          |
| General Díaz           | 0 - 1           | Dep. Santaní        |
| Atlántida              | 2 - 3           | Resistencia         |
| 16 luglio 2025         |                 |                     |
| Sportivo Oliveño       | 1 - 5           | Sportivo Limpeño    |
| General Caballero (CG) | 0 - 4           | Encarnación         |
| 17 luglio 2025         |                 |                     |
| Torres Cué             | 1 - 2           | River Plate         |
| Silvio Pettirossi      | 0 - 0 (5-4 dtr) | Dep. Capiatá        |
| 12 de Octubre          | 3 - 0           | Guaireña            |
| 23 luglio 2025         |                 |                     |
| Sportivo San Pedro     | 0 - 7           | Sol de América      |
| Fortín Nanawa          | 1 - 3           | Tacuary             |
| Cristóbal Colón (JAS)  | 0 - 2           | Sp. Carapeguá       |
| 5 agosto 2025          |                 |                     |
| Martín Ledesma         | 0 - 2           | 12 de Junio         |